# 沃尔夫冈·霍滕罗特
沃尔夫冈·霍滕罗特（德語：Wolfgang Hottenrott，1940年6月13日—），德国男子赛艇运动员。他曾代表德国联队、西德参加1964年、1968年和1972年夏季奥林匹克运动会赛艇比赛，获得一枚金牌和一枚铜牌。